# Spencer Gore
Spencer William Gore (Wimbledon Common, Surrey, 10 de março de 1850 — Ramsgate, Kent, 19 de abril de 1906) foi um tenista e jogador de críquete inglês. Em 1877 foi o primeiro vencedor de Wimbledon e no ano seguinte conseguiu o vice-campeonato.

## Grand Slam finais

### Simples: 2 (1 título, 1 vice)
| Resultado | Ano  | Campeonato | Piso  | Oponente         | Placar        |
| --------- | ---- | ---------- | ----- | ---------------- | ------------- |
| Campeão   | 1877 | Wimbledon  | Grama | William Marshall | 6–1, 6–2, 6–4 |
| Vice      | 1878 | Wimbledon  | Grama | Frank Hadow      | 5–7, 1–6, 7–9 |